# حامد حدادی
حامد حدادی (زادهٔ ۲۹ اردیبهشت ۱۳۶۴) بازیکن بسکتبال در ایران اهل ایران است.
حدادی نخستین لژیونر و بازیکن ایرانی بوده که در ان‌بی‌ای بازی کرده‌است.
او با قد ۲٫۱۸ سانتیمتری، در پست سنتر بازی می‌کند.
او در تیم‌های پیکان، صباباتری، ملی حفاری اهواز، پتروشیمی بندر شاپور، مهرام، النصر امارات و ممفیس گریزلیز در ان بی ای بازی کرده‌است. او در سال ۲۰۱۳ به تورنتو رپتورز، تنها تیم کانادایی در ان بی ای پیوست؛ ولی به علت عدم اعطای ویزا از سوی دولت کانادا، حدادی به ناچار قرارداد خود را با تورنتو رپتورز فسخ کرد و با تیم فینیکس سانز در ایالت آریزونا به توافق رسید. حدادی در سال‌های ۲۰۰۷، ۲۰۰۹، ۲۰۱۳ و ۲۰۱۷ به عنوان باارزش‌ترین بازیکن آسیا انتخاب شد. او عضو باشگاه وال‌های آبی سیچوان در CBA نیز بوده است.
وی اکنون در آستانه ۴۰ سالگی در لیگ برتر ایران مشغول است و در تیم پالایش نفت آبادان بازی می‌کند.

## حرفه
حدادی در زمان ریاست علی غضنفری بر فدراسیون بسکتبال ایران و در جریان برنامه استعدادیابی مربیانی نظیر سعید فتحی وارد دنیای حرفه ای ورزش شد.
حدادی در سن ۱۸ سالگی از ناحیه دست راست دچار مصدومیت شدید شد. در شرایطی که دست راستش تنها ۱۰ درصد کارایی داشت؛ از طرف سعید فتحی برای بازی دعوت شد.

### رقابت‌های بین‌المللی
حامد حدادی در قهرمانی آسیا ۲۰۰۷ در مسابقه ایران با لبنان رکورد ۳۷ امتیاز و ۱۵ ریباند از خود به جا گذاشت و بسکتبال ایران را متحول ساخت. حدادی در المپیک ۲۰۰۸ پکن تنها بازیکن آسیایی بود که آمار متوسط کسب امتیاز و ریباند او در هر بازی دور مقدماتی دو رقمی (دابل دابل) بود (۱۶٫۶ امتیاز و ۱۱٫۲ ریباند)، همچنین با ۲٫۶ بلاک شات در هر بازی یکی از برترین مدافعان دور مقدماتی المپیک پکن را به دست آورد هر چند تیم ملی بسکتبال ایران با پنج باخت از دور رقابتها کنار رفت . حدادی در قهرمانی آسیا ۲۰۱۳ نیز به عنوان امتیازآورترین بازیکن مسابقات برگزیده شد و در نهایت نیز به عنوان باارزش‌ترین بازیکن رقابت‌ها دست یافت. حامدحدادی در جام جهانی ۲۰۱۴ با ۱۱٫۲ ریباند در هر بازی دومین ریباندر برتر مرحله اول جام جهانی شد. همچنین به گزارش سایت فدراسیون جهانی بسکتبال، حامد حدادی به همراه یائو مینگ اسطوره بسکتبال چین و آسیا، یکی از دو سنتر برتر تاریخ بسکتبال آسیا شناخته می‌شود.

### افتخارات

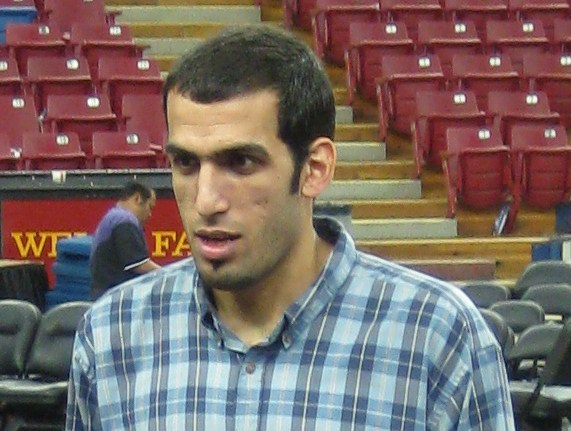
حامد حدادی پیش از یک بازی در مارس ۲۰۰۹

- مدال نقره قهرمانی جوانان آسیا ۲۰۰۲
- قهرمانی امیدهای آسیا ۲۰۰۴
- قهرمان جوانان آسیا در سال ۲۰۰۵
- برنده مدال برنز بازی‌های آسیایی ۲۰۰۶
- قهرمانی جام ملت‌های آسیا ۲۰۰۷
- باارزش‌ترین بازیکن جام ملت‌های آسیا ۲۰۰۷
- قهرمان جام باشگاهای آسیا ۲۰۰۸،   ۲۰۱۳
- بهترین ریباندر المپیک ۲۰۰۸ پکن
- بهترین بلاک شاتر المپیک ۲۰۰۸ پکن
- قهرمانی جام ملت‌های آسیا ۲۰۰۹
- باارزش‌ترین بازیکن جام ملت‌های آسیا ۲۰۰۹
- دومین ریباندر جام جهانی بسکتبال ۲۰۱۰
- دومین بلاک شاتر جام جهانی بسکتبال ۲۰۱۰
- قهرمانی جام ویلیام جونز ۲۰۱۱
- باارزش‌ترین بازیکن جام ویلیام جونز ۲۰۱۳
- قهرمانی جام ملت‌های آسیا ۲۰۱۳
- باارزش‌ترین بازیکن جام ملت‌های آسیا ۲۰۱۳[۷][۸][۹]
- بهترین بازیکن پست پنج (سنتر) جام ملت‌های آسیا ۲۰۱۳[۷][۸][۹]
- باارزش‌ترین بازیکن جام کنفدراسیون بسکتبال آسیا ۲۰۱۴
- مدال نقره بازی‌های آسیایی ۲۰۱۴
- مدال نقره کاپ آسیا ۲۰۱۷[۱۰]

### محرومیت دو گزارشگر به خاطر تمسخر حدادی و ایران
در اواخر سال ۲۰۰۹، دو تن از گزارشگرانی که برای شبکه فاکس اسپورتس گزارش می‌کردند به نام‌های مایک اسمیت و رالف لاولر، در بازی ممفیس گریزلیز برابر لس آنجلس کلیپرز، در هنگام ورود حدادی به زمین اقدام به دست انداختن وی نمودند. همچنین یکی از گزارشگران وی را برادر بزرگ‌تر بورات نامید و پس از پاس منجر به گل حدادی گفت «مثل اینکه این ایرانی‌ها می‌توانند پاس هم بدهند!»
این صحبت‌ها باعث شکایت بینندگان به شبکه فاکس شد، و شبکه فاکس دو گزارشگر را محروم کرد.
شبکه فاکس طی بیانیه‌ای از حامد حدادی و «هر کس که رنجیده‌شده» عذرخواهی کرد و تأکید کرد که «برخورد لازم» با گزارشگران انجام‌گرفته‌است.

### خداحافظی از تیم ملی
حدادی در آخرین بازی خود در جام جهانی بسکتبال ۲۰۲۳ پس از پایان بازی، از بازی در تیم ملی خداحافظی کرد و سپس در برنامه ورزشگاه اعلام کرد که تا دو سال دیگر در رده باشگاهی کار می‌کند.

## بازیگری
حدادی در سریال مختارنامه به کارگردانی داوود میرباقری در نقش یحیی ابن زمزم، سرباز سپاه آل زبیر ایفای نقش کرد.